# Liste der Mitglieder des Landtags des Herzogtums Sachsen-Altenburg (1857–1859)
Diese Liste gibt einen Überblick über alle Mitglieder des Landtages des Herzogtums Sachsen-Altenburg von 1857 bis 1859.

## Allgemeines
Die Abgeordneten wurden gemäß dem Wahlgesetz vom 1. Mai 1857 bestimmt. Der Landtag bestand danach aus 8 direkt gewählten Abgeordneten des Ritterstandes, 8 indirekt gewählten Vertretern der Städte, 8 indirekt gewählten Vertreten der Landbevölkerung und einem Vertreter des Handels- und fabrikstandes (die Rechtsgrundlage für diese Wahl wurde erst 1858 geschaffen und das Mandat blieb zunächst frei). Die Abgeordneten wurden für sechs Jahre gewählt. Jeweils die Hälfte schied nach drei Jahren aus und wurde in Neuwahlen ersetzt. Für jeden Abgeordneten wurde auch ein Vertreter gewählt. Es handelte sich um die erste Wahl nach dem neuen Wahlrecht. Daher wurden die Abgeordneten mit verkürzter Wahldauer ausgelost (siehe Spalte „Los“).

## Liste
| Abgeordneter                                                     | Beschreibung                                           | Kurie              | Los  | Wahlbezirk                                             | Stellvertreter                           | Beschreibung                                     |
| ---------------------------------------------------------------- | ------------------------------------------------------ | ------------------ | ---- | ------------------------------------------------------ | ---------------------------------------- | ------------------------------------------------ |
| Hans Conon von der Gabelentz                                     | Minister a. D., wirklicher Geheimer Rat auf Bolschwitz | Rittergutsbesitzer | nein | Altenburger Kreis                                      | Eduard Ludwig Christoph von Brandenstein | Forstmeister auf Hain                            |
| Louis von Stieglitz                                              | Kammerherr und Advokat auf Mannichswalde               | Rittergutsbesitzer | nein | Altenburger Kreis                                      | Adolph von Bachoff von Echt              | Kammerherr und Oberleutnant a. D. auf Dobitschen |
| Hans von Hardenberg                                              | Kammerherr auf Schlöben, Rabis und Möckern             | Rittergutsbesitzer | nein | Saal-Eisenberger Kreis                                 | Ernst Friedrich von Beust                | Rittergutsbesitzer auf Serba                     |
| Alexander Wolfgang von Schwarzenfels genannt von Rothkirch-Trach | Kammerherr und Hauptmann a. D. auf Altenberga          | Rittergutsbesitzer | nein | Saal-Eisenberger Kreis                                 | Christian Otto Winkler                   | Rittergutsbesitzer auf Hainchen                  |
| Julius Stöhr                                                     | Rittergutsbesitzer und Advokat auf Gauern              | Rittergutsbesitzer | ja   | Altenburger Kreis                                      | 0                                        |                                                  |
| Hans Julius von Thümmler                                         | Finanzrat auf Untschen                                 | Rittergutsbesitzer | ja   | Altenburger Kreis                                      | 0                                        |                                                  |
| Meinert                                                          |                                                        |                    | ja   | Saal-Eisenberger Kreis                                 | 0                                        |                                                  |
| Hermann Theodor von Beust                                        | Kammerherr auf Langenorla                              | Rittergutsbesitzer | ja   | Saal-Eisenberger Kreis                                 | 0                                        |                                                  |
| Friedrich Wilhelm Berger                                         | Posamentiermeister in Meuselwitz                       | Städte             | nein | Lucka, Meuselwitz und Gößnitz                          | Herrmann Emanuel Henny                   | Ratskämmerer in Lucka, schied 1860 aus           |
| Carl Friedrich Hase                                              | Bürgermeister und Hofadvokat in Eisenberg              | Städte             | nein | Eisenberg                                              | Ferdinand Edinger                        | Ökonom in Eisenberg                              |
| Alexander Schuster                                               | Advokat in Roda                                        | Städte             | nein | Roda                                                   | Ernst Wilhelm Reinhold                   | Schleifmühlenbesitzer in Roda                    |
| Carl Burger                                                      | Advokat in Kahla                                       | Städte             | nein | Kahla, Orlamünde und Raichhausen                       | Hermann Julius Beyerlein                 | Bürgermeister in Orlamünde                       |
| Heinrich Ferdinand Hempel                                        | Oberbürgermeister in Altenburg                         | Städte             | ja   | Altenburg                                              | 0                                        |                                                  |
| Arno Königsdörfer                                                | Justizrat und Hofadvokat in Altenburg                  | Städte             | ja   | Altenburg                                              | 0                                        |                                                  |
| Otto Heinrich Hase                                               | Bürgermeister und Advokat in Schmölln                  | Städte             | ja   | Schmölln                                               | 0                                        |                                                  |
| Karl Theodor Sonnenalb                                           | Advokat in Ronneburg                                   | Städte             | ja   | Ronneburg                                              | 0                                        |                                                  |
| Valentin Apel                                                    | Gutsbesitzer in Knau                                   | Bauernstand        | nein | Gerichtsämter I und II im Altenburg, Gerichtsamt Lucka | Hermann Köhler                           | Gutsbesitzer in Gerstenberg                      |
| Johann Kühn                                                      | Schankwirt und Gutsbesitzer in Garbisdorf              | Bauernstand        | nein | Gerichtsämter I und II im Altenburg, Gerichtsamt Lucka | Abraham Müller                           | Gutsbesitzer in Frohnsdorf                       |
| Michael Porzig                                                   | Gutsbesitzer in Brandrübel                             | Bauernstand        | nein | Gerichtsamt Schmölln                                   | Johann Rauschenbach                      | Gutsbesitzer in Bohra                            |
| Johann Nicol Polz                                                | Ziegeleibesitzer in Oberbodnitz                        | Bauernstand        | nein | Gerichtsamt Kahla                                      | Johann Georg Müller                      | Floßherr in Mötzelbach                           |
| Heinke                                                           |                                                        | Bauernstand        | ja   | Gerichtsämter I und II im Altenburg, Gerichtsamt Lucka | 0                                        |                                                  |
| Georg Werth                                                      | Gutsbesitzer und Amtsrichter in Großenstein            | Bauernstand        | ja   | Gerichtsamt Ronneburg                                  | 0                                        |                                                  |
| Christian Friedrich Kluge                                        | Gutsbesitzer und Gemeindevorsteher in Etzdorf          | Bauernstand        | ja   | Gerichtsamt Eisenberg                                  | 0                                        |                                                  |
| Peister                                                          |                                                        | Bauernstand        | ja   | Gerichtsamt Roda                                       | 0                                        |                                                  |